# إدغار بورغز
إدغار بورغز (بالفرنسية: Edgar Borges)‏ هو لاعب كرة قدم أوروغواياني، ولد في 15 يوليو 1969 في Minas de Corrales ‏ في الأوروغواي. شارك مع منتخب الأوروغواي لكرة القدم ومنتخب تشيلي لكرة القدم. أما مع النوادي، فقد لعب مع نادي بوفيه ونادي غرونوبل ونادي ليفربول ونادي ليل وناسيونال ماديرا وناسيونال مونتيفيديو.

## وصلات خارجية
- إدغار بورغز على موقع قاعدة بيانات كرة القدم.إي يو (الإنجليزية)
- إدغار بورغز على موقع ناشيونال فوتبول تيمز (الإنجليزية)
- إدغار بورغز على موقع عالم كرة القدم.نت (الإنجليزية)